# Terry Reintke
Theresa (Terry) Reintke (ur. 9 maja 1987 w Gelsenkirchen) – niemiecka polityk, w latach 2011–2013 rzeczniczka Federacji Młodych Zielonych Europejskich, deputowana do Parlamentu Europejskiego VIII, IX i X kadencji.

## Życiorys
Absolwentka politologii na Wolnym Uniwersytecie Berlina. W 2004 dołączyła do młodzieżówki niemieckich zielonych Grüne Jugend, w latach 2008–2009 zasiadała w zarządzie krajowym tej organizacji. W 2012 przystąpiła do Zielonych, podjęła pracę jako asystentka posłów do Bundestagu. Od 2011 do 2013 była jednym z dwóch rzeczników FYEG.
W wyborach europejskich w 2014 z ramienia Zielonych została wybrana do Europarlamentu VIII kadencji. Z powodzeniem ubiegała się o reelekcję w 2019 i 2024. W 2022 została współprzewodniczącą grupy Zieloni – Wolny Sojusz Europejski w PE IX kadencji. W 2024 powierzono jej tę funkcję na okres X kadencji.

## Życie prywatne
Jest lesbijką; jej partnerką została francuska polityk Mélanie Vogel.